# Det Fuldkomne Ægteskab
|  | Denne artikel er oprettet af botten Steenthbot ud fra en ekstern database. Den kan derfor have sproglige fejl eller mangler. Denne skabelon kan fjernes efter kontrol af indholdet. |

Det Fuldkomne Ægteskab er en dansk oplysningsfilm fra 1942.

## Handling
Seksualoplysningsfilm fra omkring 1930-40'erne om kvindens anatomi, menstruationscyklus, fertilitet, seksualdrift, kærlighedsliv m.v. De centrale budskaber er, at kvinden først er fuldkommen, når hun har fået børn, og at forplantningen er forudsætningen for det fuldkomne ægteskab.
Filmen er formentlig baseret på seksualvejledningen fra 1926 af samme navn af den hollandske gynækolog Theodor Hendrik van de Velde, 1873-1937. Bogen udkom i 1932 i Danmark. Filmens årstal er et estimat.